# Borboniella
Borboniella es un género de polillas tortrícidas categorizado en la tribu Archipini, de la subfamilia Tortricinae. Fue descrito por Diakonoff en 1957.

## Especies
- Borboniella allomorpha (Meyrick, 1922)
- Borboniella bifracta Diakonoff, 1957
- Borboniella chrysorrhoea Diakonoff, 1957
- Borboniella conflatilis Diakonoff, 1977
- Borboniella cubophora Diakonoff, 1957
- Borboniella discruciata (Meyrick, 1930)
- Borboniella gigantella Guillermet, 2004
- Borboniella leucaspis Diakonoff, 1957
- Borboniella marmaromorpha Diakonoff, 1957
- Borboniella montana Diakonoff, 1957
- Borboniella octops Diakonoff, 1957
- Borboniella pelecys Diakonoff, 1957
- Borboniella peruella Guillermet, 2012
- Borboniella rosacea Diakonoff, 1960
- Borboniella rougonella Guillermet, 2012
- Borboniella spudaea Diakonoff, 1957
- Borboniella striatella Guillermet, 2012
- Borboniella tekayaella Guillermet, 2013
- Borboniella viettei Diakonoff, 1957
- Borboniella vulpicolor Diakonoff, 1957